# Novopávlovski
Novopávlovski (del ruso: Новопавловский) es un jútor del raión de Gulkévichi del krai de Krasnodar, en el sur de Rusia. Está situado a orillas del arroyo Zelenchuk, afluente del río Zelenchuk Treti,13 km al sur de Gulkévichi y 137 km al nordeste de Krasnodar, la capital del krai. Tenía 722 habitantes en 2010.
Pertenece al municipio Sokolovskoye.

## Transporte
Al este de la localidad pasa la carretera federal M29 Cáucaso.